# Tomosvaryella cilitarsis
Tomosvaryella cilitarsis är en tvåvingeart som först beskrevs av Gabriel Strobl 1910.  Tomosvaryella cilitarsis ingår i släktet Tomosvaryella och familjen ögonflugor. Arten är reproducerande i Sverige. Inga underarter finns listade i Catalogue of Life.